# Zi caai gei
Zi caai gei is een Kantonees operastuk gebaseerd op de kunqustuk Zicaji. Zi caai gei werd op 1956 door Tang Ti-sheng geschreven. Hij haalde zijn inspiratie op uit Zicaji van Tang Xianzu (汤显祖) uit de Ming-dynastie. Op 30 augustus 1957 werd het operastuk voor het eerst uitgevoerd in Hongkong. 

## Verhaal
Een geleerde dichter, genaamd Lei Jik (李益), gaat op een avond met vrienden naar het Lantaarnfestival in de stad. Tijdens het wandelen in de drukke straten ziet hij opeens Fok Siu-juk (霍小玉), een mooie jonge vrouw van aristocratische afkomst. Hij wordt verliefd op haar, maar kan hem door de drukte in de straten niet meer terugvinden. Als hij vervolgens door een rustige straat zwerft, vraagt een bediende, genaamd Wun-saa (浣紗), of hij een haarpin (hanzi: 紫釵) heeft gevonden. Hij weet van niets. Niet lang daarna komt mejuffrouw Fok opdagen in dezelfde straat en ook zij blijkt op zoek te zijn naar de haarpin. De haarpin blijkt van haar te zijn en de bediende blijkt een werknemer van haar te zijn. Er ontstaat een gesprek tussen de twee, als de bediende van Fok terugkomt. Lei wordt verliefd op Fok en vraagt een paar dagen later haar ten huwelijk bij zijn vader. De vader stemt in het huwelijk en ze trouwen. Na een periode van romantiek wordt Fok ernstig fysiek en psychisch ziek en overlijdt uiteindelijk door de pijn.